# Bibracte
Vous lisez un « article de qualité » labellisé en 2007.
Ne doit pas être confondu avec Bibrax.
Bibracte était la capitale du peuple celte des Éduens, développée surtout au Ier siècle av. J.-C. Centre névralgique du pouvoir de l'aristocratie éduenne, c'était aussi un important lieu d'artisanat et de commerces où se côtoyaient mineurs, forgerons et frappeurs de monnaies, sur une superficie de près de 135 hectares.
Ce site remarquable est situé sur les communes de Saint-Léger-sous-Beuvray (Saône-et-Loire), de Glux-en-Glenne et de Larochemillay (Nièvre), et dans le Morvan au sommet du mont Beuvray (communément appelé le Beuvray dans la région). Il est au confluent des bassins de l'Yonne, de la Saône et de la Loire. Le Beuvray est constitué de trois sommets : le Theurot de la Wivre avec sa pierre, le Theurot de la Roche et le Porrey qui en est le point culminant. Le site héberge le musée de la civilisation celtique, qui retrace la vie de cette cité de quelque 5 à 10 milliers d'âmes au sein d'un oppidum fortifié, que les fouilles archéologiques du mont Beuvray révèlent peu à peu. La conservation et la gestion du site sont assurées depuis 2007 par l'établissement public de coopération culturelle (EPCC) de Bibracte.
Dès les premières fouilles archéologiques, Bibracte a été considérée comme un modèle de la civilisation des oppida et de l'agglomération gauloise. La comparaison avec Augustodunum (cité antique d'Autun, où la capitale du peuple éduen fut transférée) a longtemps été perçue comme manifestant la concurrence entre le modèle urbain indigène et le modèle urbain romain, alors que sur un niveau d'occupation indigène, Bibracte a bénéficié d'une parure architecturale adaptée aux conditions locales, mais de facture typiquement romaine. Bibracte fait plutôt figure d'exception du fait de sa fondation tardive, de sa situation de ville fortifiée de hauteur (alors que les agglomérations gauloises sont avant tout en plaine et non fortifiées) et de son abandon, quand la plupart des villes gauloises ont évolué en villes d'époque romaine.
Ce site fait l’objet d’un classement au titre des monuments historiques depuis le 25 septembre 1984. Le 12 décembre 2007, le site de Bibracte reçoit le label « Grand site de France ».

## Toponymie

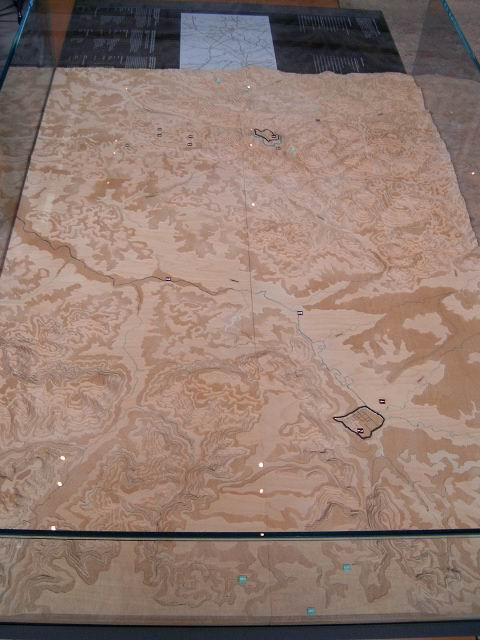
Bibracte au fond et Autun au premier plan.

### Attestations anciennes
A Bibracte [oppido Haeduorum] en 50 av. J.-C. (Jules César, I, XXIII, I); [Ecclesia de] Buvrait en 1233 (Cartulaire Église d’Autun, II, 68),; [In nundinis] Biffracti en 1236 (Cartulaire Église d’Autun, II, 73); Beuvray en 1236 (S. charte des seigneurs de Châtillon au sujet des foires du Beuvray); Biffratus en 1248 (cartulaire d'Autun, 332); Biffractus en 1281 (C.); Biffratum avant 1312 (Auguste Longnon, Pouillés, p. 67); Buvrai en 1351 - 1352 (C.O., B 4823, f. 15 v.); Beuvray en 1409 - 1410 (C.O., B 1290, f. 35 v.); Buvreaul en 1476 (C.O., B 11510, f. 165); [Couvent de] Beuvray en 1538 (Lory); [Montagne de] Beuvray en 1757 (C.O., C 3530, p. 897); [Mont] Beuvray en 1848 (État-major).

### Étymologie
Comme l'indique le corpus de formes anciennes disponibles (voir ci-dessus), les formes romanes Buvrait et Beuvray sont mentionnées dès le début du XIIIe siècle, conjointement aux formes latinisées du type Biffra[c]tus qui n’ont aucune antériorité. En comparant par exemple avec les noms de lieux du type Beuvron qui sont, à l'origine, des hydronymes, les spécialistes du celtique et les toponymistes reconstruisent un type *Bibrakti / *Bebrakti, basé sur le nom gaulois du castor, à savoir *bibro- / *bebro- (ou bebros / bebrus). Bebros / bebrus a par ailleurs donné le latin tardif beber, accusatif bebrum (distinct du latin classique fiber « castor ») et le français (aujourd'hui dialectal) bièvre « castor »,. En effet, il est également la racine des Beuvron, mais avec un autre suffixe, c'est-à-dire le collectif -akti (cf. irlandais, gallois aktā), d’où Bibracte « l'ensemble des castors » qui désignait en fait le Mont Beuvray, ou le « mont aux castors ». Pour Gérard Taverdet, cette racine celtique bien représentée dans les noms de rivières, suggère que Bibracte est à l'origine un hydronyme. Quoi qu'il en soit, l'élément Bibr- de Bibracte, qui a abouti à Buvr[ait] / Beuvr[ay], a connu une évolution phonétique analogue à celle du verbe latin bibo, bibere « boire » qui a donné le radical buv- / beuv(r)- en (ancien) français, par exemple dans les formes verbales buvons, etc. et les substantifs beuverie (également buverie) et breuvage (anciennement beuvrage, beverage).
L'hypothèse d'un oronyme signifiant « mont doublement fortifié », n'est pas validée par la communauté des linguistes, car elle repose sur les formes médiévales latinisées du type Biffra[c]tus qui aurait dû donner *Beffray (forme non attestée) par évolution phonétique régulière. Ainsi, Biffractus résulte probablement d'une latinisation tardive de scribes, selon un processus courant au Moyen Âge, après que l'étymologie et le sens de nombreux toponymes sont devenus opaques. En outre, cette explication est incertaine d'un point de vue géostratégique et historique. En effet, il est très difficile de protéger un rempart sur plusieurs kilomètres et l'utilisation d'un double rempart n'est donc pas justifiée. De plus, l'enceinte de la ville a été rétrécie puisque des mesures de datation ont permis de montrer l'antériorité du rempart extérieur par rapport au rempart intérieur (voir plan). Le parement en pierre de l'enceinte extérieure a d'ailleurs été certainement réutilisé pour la construction du second mur. Il n'est donc pas certifié que Bibracte ait eu deux murs d'enceinte simultanément.
Trois inscriptions dédiées à la déesse Bibracte ont été trouvées à Autun au XVIIe siècle. Il semble donc que l'on ait affaire à un exemple d'homonymie entre le toponyme et le théonyme. « Reste à se demander lequel des deux noms est primaire et l'autre secondaire. » Malheureusement, deux des inscriptions taillées dans la pierre ont disparu ; la troisième, gravée sur un médaillon en laiton fait toujours l'objet d'un débat sur son authenticité. En effet, les anciennes querelles sur la localisation de Bibracte ont peut-être mené certains érudits de l'époque à fabriquer des faux pour justifier l'emplacement de l'oppidum éduen sur le site d'Autun (l'ancienne Augustodunum) qui fut effectivement capitale du peuple éduen au Ier siècle.

## Découverte de Bibracte
La première mention de Bibracte dans l’histoire a été faite par César dans ses Commentaires sur la guerre des Gaules concernant l’année -58 et la bataille de Bibracte. Celle-ci est à nouveau mentionnée en -52 lorsque César s’interroge sur les intentions de ses alliés éduens qui ont rejoint la révolte et couronnent Vercingétorix roi des Gaules à Bibracte, il dit de Bibracte qu'elle est « de beaucoup la plus grande et la plus riche ville des Éduens ». Celle-ci n'est plus mentionnée par la suite. Des inscriptions d’époque annoncent que la capitale éduenne a reçu le nom d’Augustodunum (« la citadelle d’Auguste »), sous le règne de celui-ci ; ce nom donne ensuite naissance au toponyme de l’actuelle Autun.
À partir du XVIe siècle naît un engouement chez les savants, les aristocrates et les hommes d’Église pour leur passé local, qui conduit à poser la question de l’emplacement de Bibracte. Plusieurs thèses s’affrontent. L’une veut situer Bibracte à Autun : la ville gauloise à l’emplacement de la ville gallo-romaine. Une autre à Beaune est défendue par l'érudit Hugues de Salins, une troisième thèse veut que la cité soit sur les pentes du Beuvrect ou Bevrect, aujourd’hui mont Beuvray. Cette dernière thèse s’appuie sur trois arguments majeurs. Tout d’abord, il y a une parenté entre les termes Bibracte et Beuvrect. Ensuite, cette hypothèse invoque une tradition transmise par des chroniques médiévales qui situaient la ville au Beuvrect. Ceci est conforté par l’existence d’une foire annuelle les premiers mercredi, jeudi et vendredi de mai et dont l’ancienneté est déjà relatée dans des textes du XIIIe siècle. Enfin, les découvertes de poterie, de monnaies et les observations du curé de Saint-Léger-sous-Beuvray en 1725 vont dans ce sens.

Plan d'ensemble de la cité, les noms de lieux correspondent aux dénominations actuelles et les courbes de niveau ne sont prises qu'au niveau des sommets.

D'une manière générale, c'est l'hypothèse d'Autun qui reçoit la plus grande approbation au début. D'ailleurs, Autun sera rebaptisée Bibracte après la Révolution et cela pendant quelque temps. Il faudra attendre le XIXe siècle et les recherches de Jacques Gabriel Bulliot pour que la situation s'inverse en faveur du mont Beuvray. En 1851, Bulliot décide de faire une communication au Congrès de la société française d'archéologie sur une antique chapelle (la chapelle Saint-Martin au mont Beuvray) au sujet de la christianisation du pays éduen. Il retourne alors au Beuvray pour prendre d'autres notes. Il découvre ce qu'il pense être alors le talus d'un camp romain (en réalité un nemeton ou sanctuaire) au sommet du Beuvray près de la chapelle. Il se documente et envisage, contre l'opinion unanime de la Société éduenne, de situer Bibracte au Beuvray et non à Autun. La publication de son Essai sur le système défensif des Romains dans le pays éduen entre la Saône et la Loire dans lequel il expose ses convictions ne lui vaut que les sourires des membres de la société d'archéologie. C'est l'intérêt de l'empereur Napoléon III pour les batailles de la Guerre des Gaules qui accélère les choses. En effet, Bulliot reçoit la visite d'un officier, nommé Stoffel, chargé par l'empereur d'effectuer des fouilles sur la victoire romaine contre les Helvètes. Bulliot lui fait alors part de ses convictions quant à la situation de Bibracte. L'officier lui porte peu d'intérêt, mais il confie à un autre membre de la Société éduenne, Xavier Garenne, la mission d'effectuer des sondages au Beuvray. Parallèlement, le propriétaire des terres, le vicomte d'Aboville effectue aussi ses propres recherches qu'il montre à l'archevêque de Reims, lui aussi membre de la Société éduenne, et ami de Bulliot (malgré leurs divergences sur la question de Bibracte). Intéressé par ces fouilles, ce dernier en fait part à l'empereur. C'est ainsi qu'en 1867, Napoléon III missionne Bulliot pour des recherches au Beuvray en lui allouant des fonds.
Bulliot fouille le site de 1867 à 1895, levant tous les doutes quant à la situation de Bibracte. Son neveu Joseph Déchelette, qu'il initie aux fouilles, continue les travaux jusqu'en 1907 comparant Bibracte à d'autres sites d'Europe tels que Stradonice en Bohême, Manching en Allemagne et Szent Vid en Hongrie, ce qui fait de lui l'un des précurseurs dans l'unification culturelle du monde celte et de la civilisation des oppida.

## Histoire de l'oppidum

### Chronologie du peuplement du Beuvray

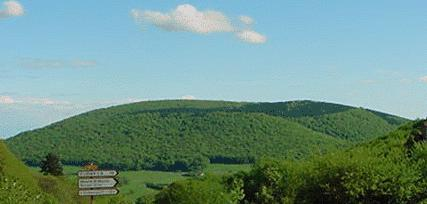
Vue du mont Beuvray.

Les fouilles de la porte du Rebout ont permis de découvrir une succession de cinq ouvrages dont le plus vieux atteste la présence humaine sur le mont Beuvray dès le Néolithique. Au début du XXe siècle, Bulliot a rassemblé, en fouillant le Champlain (la partie la plus haute du mont Beuvray), une large collection d'« objets de l’âge de la pierre polie, haches en roches variées, ﬂèches à pédoncules, triangulaires ou losangiques, grattoirs, éclats, couteaux, meules dormantes, percuteurs criblés de meurtrissures et galets arrondis ayant servi de molettes ». Des objets néolithiques ont été découverts sur l'ensemble du mont.
Cependant, les techniques de datation ont révélé que l'oppidum ne fut fondé que vers la fin du IIe siècle av. J.-C. sur une surface de 200 hectares protégée par le rempart extérieur. Un second rempart intérieur fut construit par la suite pour des raisons encore mal connues.
Le choix de ce site tient à sa position clé entre l'axe Rhône-Saône, la Loire et le bassin de la Seine, à ses ressources en eau (dix-sept points d’eau naturels comprenant des sources et des ruisseaux alimentent de nombreux aménagements hydrauliques, citernes creusées, fontaines et puits) fournies par une abondante pluviométrie, et un climat montagnard doux.
Cette situation exceptionnelle est renforcée par les puissants liens d'amitié que les Éduens ont avec Rome. Ayant obtenu le statut d'ami du peuple romain, des contacts avec les commerçants romains sont probables avant la conquête de la Gaule par Jules César. Ce statut privilégié fit que Bibracte ne souffrit guère du conflit : en 58 av. J.-C., à 25 km au sud de la cité, à Montmort, les armées de Jules César obtinrent la victoire sur les Helvètes, les forçant à retourner en Suisse et à être peu à peu incorporés dans ce qui allait devenir l'empire romain. En 52 av. J.-C., une assemblée des peuples de la Gaule à Bibracte confia à Vercingétorix le commandement suprême des armées gauloises,, après qu'il l'eut haranguée en faveur de l'unité du haut de la pierre de la Wivre, comme le pensait Bulliot. Malgré ce ralliement, César traita la cité avec ménagement après sa victoire à Alésia. Il y séjourna durant l'hiver 52/51 av. J.-C. pour y rédiger ses Commentaires sur la guerre des Gaules. Ceux-ci révèlent entre autres le nom de certains hauts personnages de l'aristocratie éduenne tels que Dumnorix, vergobret des Éduens, et son frère Diviciacos, druide. La ville reprend son essor durant les décennies qui suivent la guerre.
Le géographe Strabon, qui écrit une génération après César, signale encore Bibracte comme place forte des Éduens.
Après la fondation d'Autun (Augustodunum) à 25 km de là sous le règne d'Auguste en 15 avant J.-C. environ, Bibracte est peu à peu délaissée par ses habitants. Des cultes se poursuivent cependant dans les temples et près des fontaines et les habitations aristocratiques continuent d'être entretenues. Deux hypothèses principales sont avancées quant à cet abandon progressif du site sur quelques décennies. Cette migration peut être due à des raisons économiques ou à une volonté d'intégration au modèle romain ; une partie de la classe dominante éduenne, déjà pro-romaine durant la guerre des Gaules, a certainement pris conscience de l'importance stratégique de la nouvelle ville située sur les principaux axes de communication et a aussi voulu s'adapter au modèle romain des villes de plaine tandis qu'une population plus traditionnelle est restée un temps sur le site.
On sait qu'il subsiste une foire chaque premier mercredi de mai par des textes du XIIIe siècle. Au XVe et XVIe siècles, le couvent des Cordeliers s'installe sur le Beuvray. Il est abandonné mais la foire perdure.

### Influence et puissance de l'oppidum
Outre la création du type beuvraisien dans la classification des populations antiques par Gabriel de Mortillet, terme aujourd’hui abandonné puisque ne correspondant à aucune réalité historique, la puissance de la capitale éduenne est relatée dans les Commentaires sur la guerre des Gaules qui soulignent les nombreuses alliances des Éduens avec des peuples voisins. César mentionne également les guerres qui ont opposé les Éduens aux Arvernes et aux Séquanes pour l'hégémonie sur une grande partie de la Gaule. Ces mentions ne sont pas anodines puisque Rome est l'alliée des Éduens, « leurs frères de sang », depuis le IIe siècle av. J.-C. au moins. Ils entretiennent d'ailleurs des liens commerciaux et des alliances guerrières : Rome secourt les Éduens au IIe siècle av. J.-C. en écrasant l'armée arverne et répond à leur appel contre l'invasion helvète en Gaule qui mène à la Guerre des Gaules.

La confédération éduenne.

Outre cette puissante alliance avec Rome, les Éduens faisaient également partie d'une confédération de tribus celtes :
- les Ambarres (dans l'Ain) ;
- les Aulerques Brannovices (dans la région d'Auxerre) ;
- les Bellovaques (dans la région de Beauvais) ;
- les Bituriges Cubes (dans le Berry) ;
- les Parisii (en région parisienne) ;
- les Ségusiaves (dans le Forez, limitrophes des Arvernes) ;
- les Sénons (dans la région de Sens),

dont l'influence s'étendait ainsi sur une bonne partie du territoire gaulois.
Enfin, l'aspect démographique n'est pas à négliger puisque les archéologues estiment la population du Beuvray entre 5 000 et 10 000 habitants lors de son plein essor.

#### Commerce
Dans son Histoire de la Gaule, l'historien Camille Jullian écrit ces quelques lignes sur les Éduens : « Bibracte, j'en suis sûr, fut le point de départ et le plus sûr garant de leur puissance. Autour de Bibracte circulaient de très bonnes routes, unissant les trois plus grands bassins de France ».
Ainsi, les produits romains remontant le Rhône (les voies fluviales étaient les plus rapides à l'époque) et qui empruntaient ensuite la Saône, la Loire ou l'Allier, passaient en territoire éduen avant de rejoindre les bassins de la Loire et de la Seine. Les Éduens se situaient à un carrefour commercial important entre le monde celte et Rome, d'autant plus que le Beuvray domine à l'ouest la vallée de la Loire et à l'est la vallée de la Saône. Ils ont ainsi permis la diffusion des produits romains à travers la Gaule dès le IIe siècle av. J.-C., permettant à leurs alliés de la confédération de profiter de leur commerce avec Rome et certainement avec les colonies grecques telles que Massilia. Ce commerce est attesté par les grandes quantités d'amphores et de céramiques venues d'Italie retrouvées dans des fosses à déchets et dans des dallages de maison.
En outre, les Éduens avaient installé un système de douanes qui taxait les produits passant sur leur territoire pour accroître leur richesse comme semblent l'attester les textes de César : « C’était bien Dumnorix : l’homme était plein d’audace, sa libéralité l’avait mis en faveur auprès du peuple, et il voulait un bouleversement politique. Depuis de longues années il avait à vil prix la ferme des douanes et de tous les autres impôts des Héduens, parce que, lorsqu’il enchérissait, personne n’osait enchérir contre lui. ». D'ailleurs, Éduens et Séquanes se battaient pour le contrôle de l'Arar (actuelle Saône) puisque le contrôle du fleuve permettait de taxer l'ensemble des produits romains et celtes qui partaient vers le Nord du continent par voie fluviale.

#### Politique

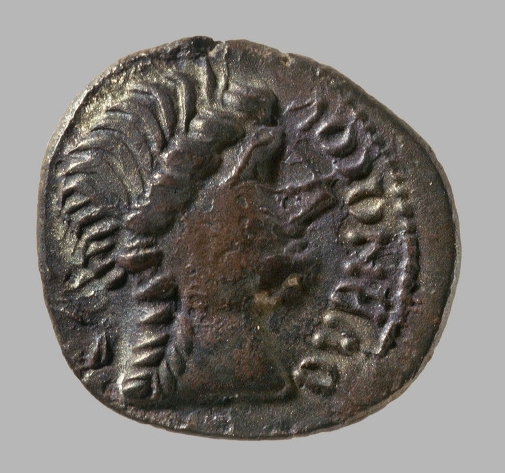
Monnaie représentant le chef éduen Dumnorix, portant l’inscription DVBNOCOV / DUBNOREX, conservée au musée de Bibracte.

Le système politique des Éduens a été essentiellement reconstitué d'après des indications disséminées dans les Commentaires sur la guerre des Gaules. À la tête de l'État éduen, siégeait un sénat réunissant un seul membre de chacune des familles aristocratiques éduennes. Ce que l'on appelle aujourd’hui le pouvoir exécutif était détenu par le vergobret, magistrat suprême, qui exerçait ses fonctions pendant un an. Il lui était interdit de sortir des frontières du territoire pendant cette période, ce qui l'empêchait de commander l'armée en dehors des frontières. Cette mesure, avec celle qui autorisait une seule voix par famille aristocratique au sénat visait certainement à empêcher qu'un individu ou sa famille n'accapare les rênes du pouvoir. Le vergobret était élu publiquement par un conseil dirigé par les druides. Chez les Éduens, il semble que le vergobret exerçait aussi un rôle judiciaire puisque César rapporte qu'il avait « droit de vie et de mort sur ses concitoyens ». Enfin, on pense que le vergobret était responsable de l'administration du territoire. César précise que ce sont les druides qui en sont chargés : « Ils estiment que la religion ne permet pas de confier à l'écriture la matière de leur enseignement, alors que pour tout le reste en général, pour les actes administratifs publics et privés, ils se servent de l'alphabet grec. ». Aucune fouille n'a encore permis de retrouver de tels actes dont le support en bois couvert de cire est périssable.
On sait également que les druides occupaient de hautes fonctions puisque Diviciacos vint à Rome pour plaider la cause des Éduens lors de l'invasion germanique menée par Arioviste à la solde des Séquanes ; il dirigea aussi la cavalerie éduenne durant la guerre des Gaules après la mort de son frère Dumnorix. On suppose donc que certains druides occupaient de hautes fonctions guerrières.

## Recherche archéologique sur le mont Beuvray

### Les fouilles archéologiques duXIXesiècle
De 1865 à 1895, Gabriel Bulliot identifia Bibracte en 1867 et y entama des fouilles (notamment le quartier artisanal celte aux alentours de la porte du Rebout), à l'aide des fonds alloués par Napoléon III. En effet, passionné d'histoire, l'empereur a mis sur pied de vastes campagnes de fouilles pour retrouver les sites de la Guerre des Gaules afin de rédiger son Histoire de Jules César. Le modeste « Hôtel des Gaules » qui hébergea sur place le chercheur y a été reconstruit depuis. Joseph Déchelette, neveu de Bulliot reprend ses travaux de 1895 à 1907 mais il est tué durant la Première Guerre mondiale et les fouilles tombent alors dans l'oubli.

### Reprise des fouilles archéologiques à la fin duXXesiècle
En 1984, les fouilles reprennent sous l'impulsion du président de la République François Mitterrand, ancien député de la Nièvre et attaché à l' histoire du lieu, qui proclame Bibracte site d'intérêt national en 1985. Ce terme inventé pour l'occasion va permettre au site d'être subventionné. Le label d'« intérêt national » est créé par la suite pour désigner des expositions ou des sites qui bénéficient d'un programme de diffusion et d'élargissement du public mené par le ministère de la Culture. Ceci donne l'impulsion nécessaire à un projet de fouilles d'ampleur bientôt européenne.
En 2024 la surface partiellement fouillée est de 12 hectares, ce qui ne représente qu'à peine dix pour-cent des 135 ha totaux.

### Le Centre archéologique du mont Beuvray
C'est ainsi qu'est créé en 1989 le Centre archéologique européen du mont Beuvray qui regroupera le site, le musée et le centre de recherches de Glux-en-Glenne. Il est inauguré en 1995. Par arrêté du 21 mars 1995, le ministre de la Culture, sur l'avis du Conseil national de la recherche archéologique, confirme dans la liste des sites archéologiques d'intérêt national, l'oppidum de Bibracte (mont Beuvray, Saint-Léger-sous-Beuvray ; Saône-et-Loire ; Glux-en-Gienne ; Nièvre). Les fouilles sont actuellement conduites par Vincent Guichard et mises en œuvre par plusieurs équipes françaises et étrangères ; les fouilles se concentrent notamment sur le quartier gaulois du Rebout, sur le vaste ensemble gallo-romain de la Pâture du Couvent et la demeure romaine du Parc aux Chevaux.
Ainsi, des spécialistes, des chercheurs, des professeurs et leurs étudiants venus de l'Europe tout entière se côtoient chaque été sur le site pour fouiller différentes parties du site. On retrouve entre autres :
- Allemagne : universités de Kiel, de Leipzig, université d'Ingolstadt, de Mayence ;
- Autriche : université de Vienne ;
- Belgique : Université de Bruxelles ;
- Espagne : universités de Madrid[Laquelle ?] et de Saragosse ;
- France : École du Louvre, universités de Besançon, de Dijon, Paris-I, Paris-VI, de Tours… ;
- Pologne : université de Rzeszów ;
- Royaume-Uni : université d'Édimbourg ;
- Hongrie : université de Budapest ;
- Italie : université de Bologne ;
- Slovénie : université de Ljubljana ;
- Suisse : Université de Lausanne ;
- Tchéquie : Université Masaryk.

Chaque université fouille le site sous forme de projets triennaux qui se tournent actuellement vers la compréhension du mode de fonctionnement d'une cité celte de la période de La Tène. Leurs recherches se composent d'un travail sur le terrain de quelques semaines qui se poursuit par une étude détaillée de la fouille et des objets découverts, qui seront ensuite entreposés au centre de recherches du site.
En outre, Bibracte EPCC est engagé dans divers projets européens en lien avec l'archéologie. On peut citer en particulier le projet PITCHER (Erasmus+ 2021-2024) dont l'objectif vise à concevoir et diffuser des Ressources Educatives Libres pour lutter contre le pillage et la trafic illicite des biens culturels.

### La prospection archéologique au mont Beuvray
La technique de prospection utilisée par Bulliot est rudimentaire. Elle consiste à observer les accidents du terrain puisque le mont n’a pratiquement pas évolué depuis l’époque. Ceci lui permit de relever un plan des remparts presque sans fouiller. Il employa cette technique à l’échelle du site avec le concours des topographes de l’armée qui réalisèrent une série de relevés topographiques du terrain. Seul celui du quartier du Porrey a été conservé jusqu’à nos jours.
Ces dernières années, c’est la même technique qui a été utilisée dans le même quartier du Porrey avec des outils plus précis tels que des théodolites et des GPS. En effet, la prospection aérienne ou électromagnétique est rendue impossible par la végétation qui a reboisé le mont depuis l’arrêt des pâturages et des fouilles de Déchelette et la nature du sous-sol. Une technique plus rapide a été utilisée depuis 2007, c’est la technique du lidar ou scanner laser aéroporté qui permet de passer outre à la végétation et de relever en quelques minutes ce qu’il fallait auparavant plusieurs semaines à mettre en œuvre au sol. Cela a permis de lever un plan plus complet de la ville et d’archiver la topographie des lieux.

## Organisation de l'oppidum
Les recherches menées par Bulliot et Déchelette à la fin du XIXe siècle et au début du XXe siècle ont relevé une organisation du site par quartiers, les constructions suivant dans l'ensemble une voie centrale qui va de la porte du Rebout aux Grandes Portes. Cette organisation se distingue de celle des oppida telles que Manching où l'on retrouve une trame urbaine régulière ; le relief du terrain l'explique puisque les remparts encerclent trois sommets dont certaines des pentes sont relativement abruptes.
Depuis 1984, les fouilles semblent confirmer dans les grandes lignes les hypothèses de Déchelette et Bulliot en y apportant toutefois certaines nuances.

### Les remparts

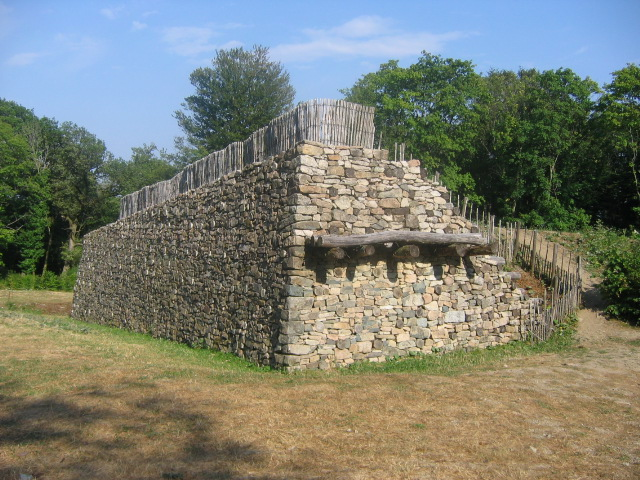
La porte du rebout, reconstitution d'un mur gaulois.

Bibracte était protégée par de puissants remparts de type murus gallicus (mur gaulois) dont les fouilles ont permis de reconstituer l'histoire. La cité a vu se succéder deux enceintes différentes et au moins cinq réfections de l'enceinte interne, révélées, entre autres, par l’étude de la porte du Rebout. Fait étonnant cette enceinte interne est postérieure à l’enceinte externe. La ville a donc rétréci sa superficie de 200 hectares à 135 hectares.
La première enceinte (enceinte interne sur le plan ci-dessus), découverte par Bulliot est un mur gaulois qui délimite une superficie de 135 hectares pour une longueur de 5 kilomètres de rempart. On estime ainsi que la construction du mur a nécessité les quantités imposantes de plus de 10 000 stères de bois, entre 10 000 et 20 000 mètres cubes de terre et une trentaine de tonnes de fer.
La seconde enceinte, étonnamment antérieure à la première, longue de 7 km environ, matérialise l'acte de fondation de l'oppidum éduen. Encerclant une superficie de 200 hectares, elle a fait l'objet de recherches à partir de 1992 pour les premiers sondages. Ces recherches archéologiques ont révélé que le rempart avait une hauteur de 4 à 5 mètres sans le couronnement encore inconnu à l'heure actuelle (palissades, tours…?), une profondeur identique et était précédé d'un fossé de 2 à 4 mètres de fond sur une largeur de 6 à 10 mètres. Une étude poussée a été réalisée de 1995 à 2002 avec de nombreux sondages le long de celui-ci par l’université de Vienne. Les chercheurs ont ainsi pu constater que ce rempart était un mur gaulois qui a été démantelé afin de construire le mur interne. La datation reste cependant imprécise et situe cet événement durant le IIe siècle av. J.-C. Ces fouilles ont également mis au jour une poterne au niveau du Porrey, qui est la seule connue à l’heure actuelle pour les fortifications de type mur gaulois.

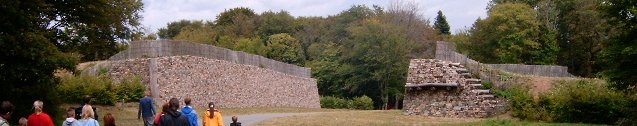
Murs de Bibracte.

Le rempart est jalonné d'une quinzaine de portes dont la fameuse Porte du Rebout (20 m de large sur 40 m de profondeur). Premier lieu fouillé par Bulliot, où il œuvra durant neuf semaines, la porte du Rebout fut le premier chantier des nouvelles fouilles débutées en 1984 qui se poursuivit jusqu’en 1986 avec l’étude des fossés attenants aux remparts. Celles-ci ont révélé l’existence de cinq niveaux de réfection différents dont une palissade du Néolithique (datée au carbone 14). Cette dernière a fait l'objet d'une reconstitution dès 1996 qui marque à présent l'entrée dans l'ancien oppidum. À l'heure actuelle, les recherches n'ont pas permis de détecter la trace d'un système de fermeture de la porte, ni de dispositif défensif de celle-ci. Certaines hypothèses avancent l'idée d'une double porte surmontée d'une tour de garde en bois du type de l'oppidum de Manching, mais rien ne peut le confirmer à l'heure actuelle.
Les dernières recherches sur les remparts, depuis 2005 se sont concentrées sur une ligne de fortification en aval de la porte du Rebout, les datations semblent indiquer que cet ouvrage est postérieur à la porte et constituait ainsi une fortification avancée. Celle-ci sera étudiée au cours de prochaines campagnes de fouilles. Parallèlement, des enclos funéraires aristocratiques ont été retrouvés entre les deux lignes de remparts.

### Quartier artisanal de la Côme Chaudron et du Champlain
Les fouilles, reprises depuis 2000 dans les quartiers dits de la Côme Chaudron et du Champlain, près de la porte du Rebout, ont révélé un quartier consacré au travail des métaux et au logement des artisans. Le travail de ces métaux semblait très spécialisé. On y retrouvait des forgerons, des bronziers, des émailleurs, dont les ateliers avaient déjà été repérés par Bulliot, et sans doute des orfèvres et des frappeurs de monnaies.
Des fouilles sur le site du Beuvray, au niveau du Champlain, et sur les massifs alentour commencent à révéler l'existence de mines d'extraction des métaux tels que de l'or, du fer et même du minerai d'étain. Ces recherches vont se poursuivre et vont tenter de repérer les ateliers de fonte des métaux extraits à l'extérieur de l'oppidum. En effet, il semblerait, vu la spécialisation des ateliers de Bibracte que les métaux arrivaient en barres qui étaient donc coulées à l'extérieur.
Un autre quartier artisanal a été trouvé au niveau de l'un des sommets du site, à la pierre de la Wivre, zone qui avait été peu sondée lors des recherches de Bulliot et Déchelette. Ce quartier sera l'objet de futures fouilles qui essaieront de déterminer le fonctionnement de ce quartier.

### Habitat

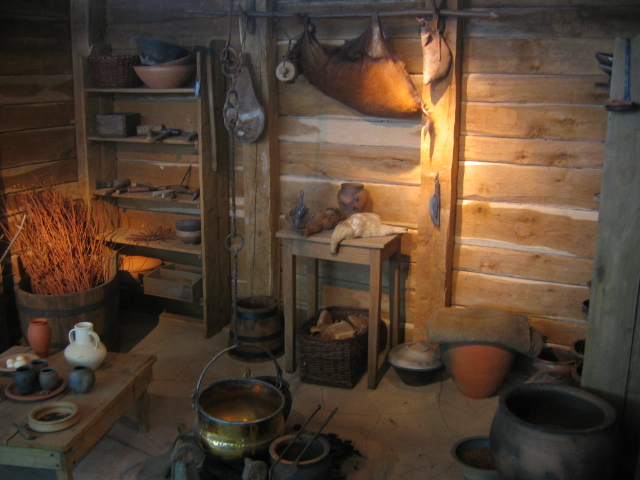
Reconstitution hypothétique d'un habitat gaulois, musée de Bibracte.

Majoritairement constituée de bois et de terre, la maison gauloise fait un usage parcimonieux de la pierre, plutôt consacrée aux remparts. Mais, on sait encore peu de choses sur leur structure, le bois se conservant très mal.
On retrouve cependant des constructions en pierre dans le quartier dit du Parc aux chevaux, certainement des maisons aristocratiques, et un édifice à colonne (certainement public) au niveau de la pâture du Couvent.
On pense que ceux-ci furent introduits peu de temps après la guerre des Gaules.

### Parc aux chevaux
Au centre du Mont-Beuvray, le plateau dit du Parc aux chevaux abrite plusieurs maisons en pierre à la romaine qui furent fouillées dès le XIXe siècle. On y retrouve en particulier la demeure PC1 (baptisée ainsi par Jacques Gabriel Bulliot) qui est une véritable mine d'or pour les chercheurs. En effet, celle-ci a évolué d'une construction en bois (d'inspiration romaine) à une véritable domus avec un atrium à impluvium, des portiques et même des thermes chauffés par hypocauste, ainsi qu'un système d'égouts. Dans sa phase finale, la demeure à quadriportique mesurait 55 × 67 m, couvrant une superficie d'environ 3 500 m2, soit environ quatre fois la taille des domus que l'on retrouve sur le site de Pompéi. On estime qu'il y avait environ une quinzaine de domus dans cette zone, telle que la PC2 de plus petite taille qui fait face à la PC1 de l'autre côté de la voie centrale. On a retrouvé également des habitats de type villa rustica (les demeures rurales italiques) comme la PC33. Cependant, on ne sait toujours pas si c'était un quartier résidentiel uniquement réservé à une élite puisque les fouilles ont également révélé la présence de forges près des domus.

### Le bassin et ses environs

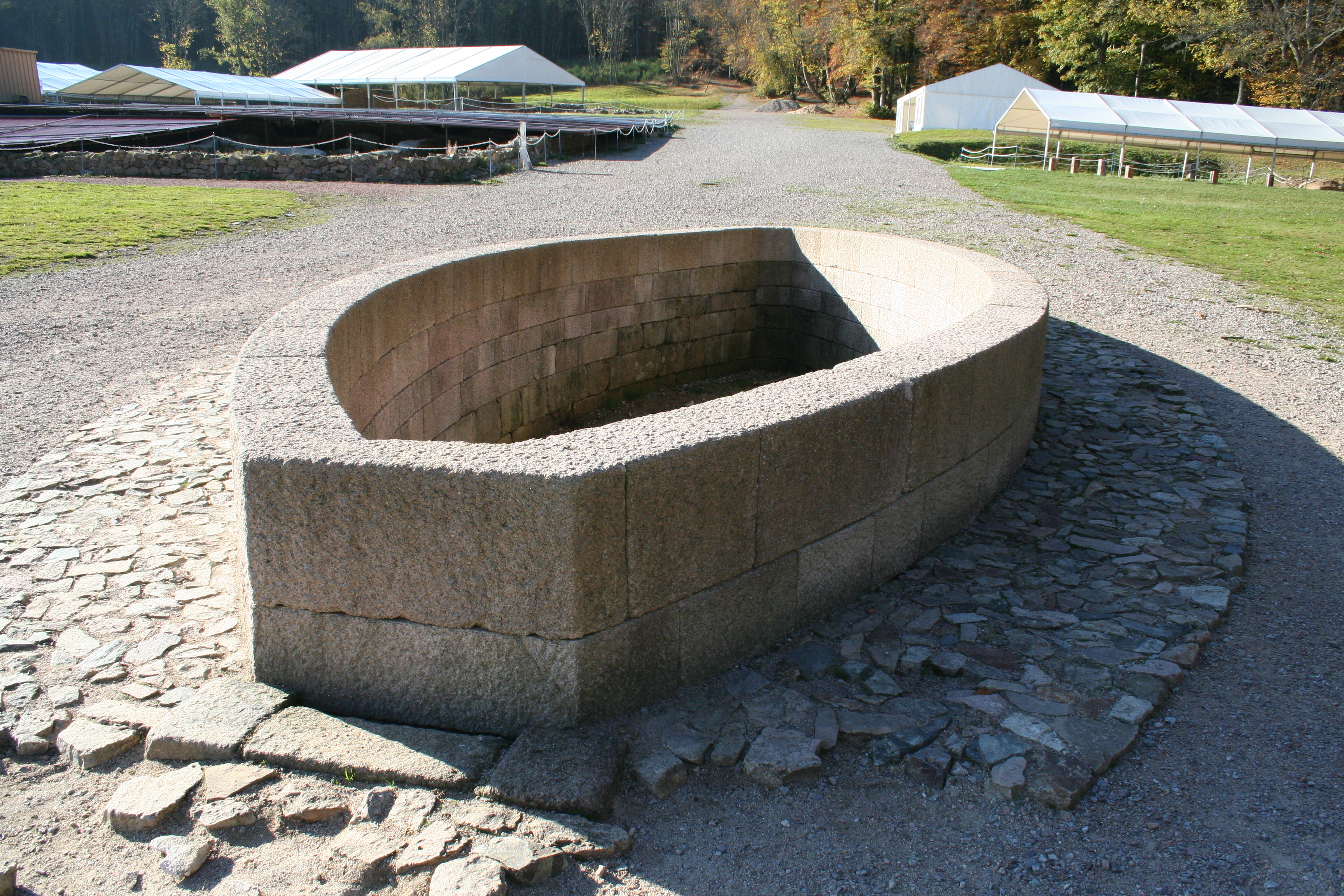
Bassin monumental de Bibracte.

Au centre de la rue principale, au niveau de la pâture du Couvent se dresse ce bassin monumental en granit rose dont l'orientation transversale correspond au lever du Soleil durant le solstice d'hiver et au coucher du Soleil durant le solstice d'été. L'évacuation des eaux se faisait par l'entrée nord, en aval, se poursuivant par une canalisation. L'approvisionnement en eau n'a cependant pas encore été découvert :
- le bassin est imperméabilisé par une couche d'argile rouge excluant de fait l'alimentation par une source ;
- aucune canalisation d'approvisionnement n'a encore été trouvée.

Le principe géométrique d'élaboration du bassin est connu : intersection de deux cercles avec des rapports de longueur précis d'un triangle de Pythagore joignant le centre du cercle, le centre du bassin et une extrémité de celui-ci. Cependant, son utilisation est encore méconnue : point sacré de fondation de la ville ? culte de l'eau ? De plus, selon certains spécialistes, cette façon de tailler le granit est inhabituelle et repose sur des principes de taille méditerranéenne du calcaire. Les Éduens ont sans doute fait appel à des étrangers pour réaliser le bassin.
Tout ceci concorde à faire de ce bassin un monument hors du commun de l'architecture celte.

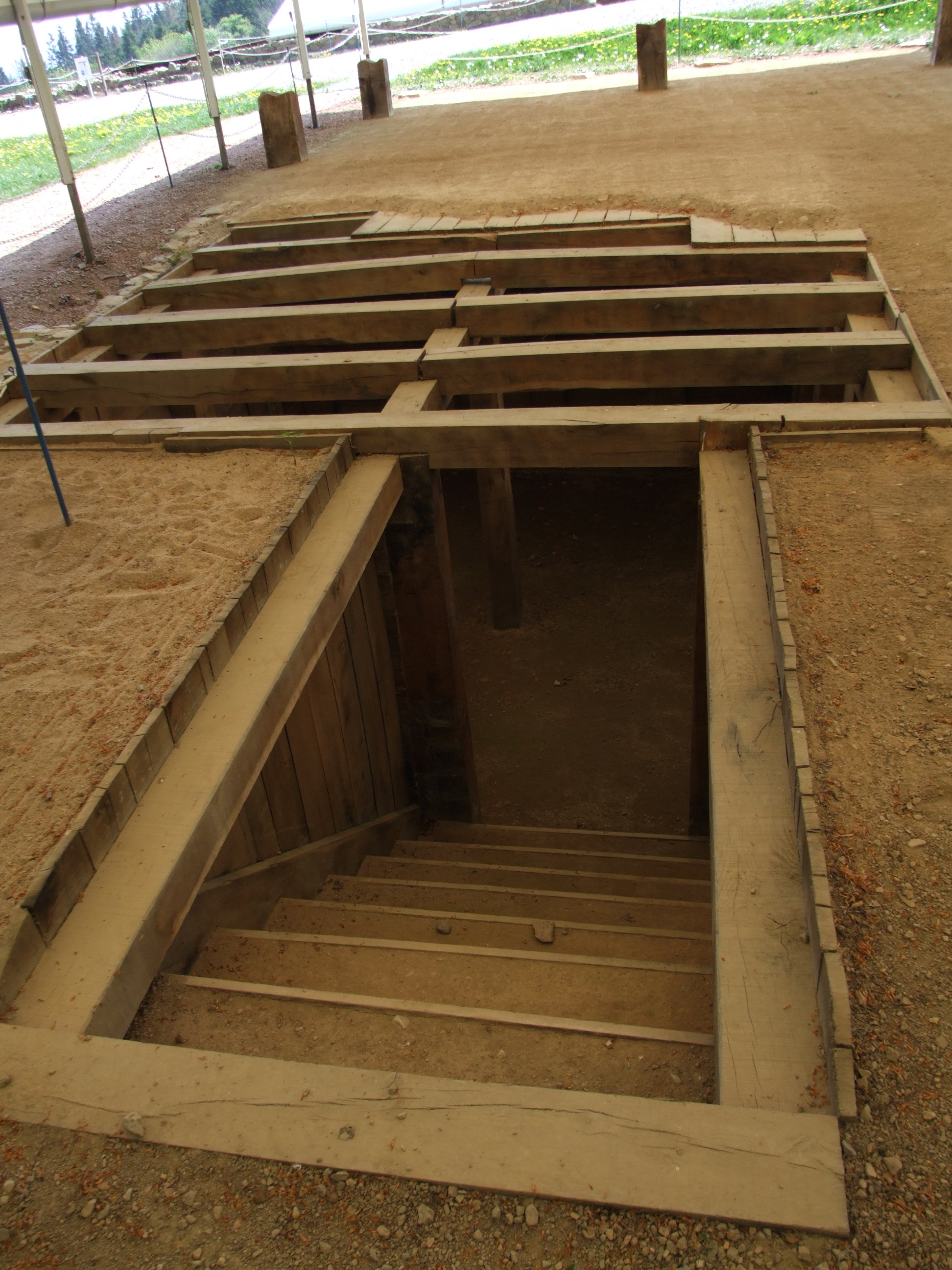
Reconstitution d'une cave dans le quartier de la Pâture du Couvent.

À proximité de ce bassin, on a retrouvé de nombreuses caves et des édifices certainement publics qui stockaient de grandes quantités de céréales et de vins importés des pays méridionaux. L'une de ces caves en bois a été récemment reconstituée. C'est sans doute dans ces bâtiments que les Éduens centralisaient leurs récoltes et leurs importations.

### Lieux de culte

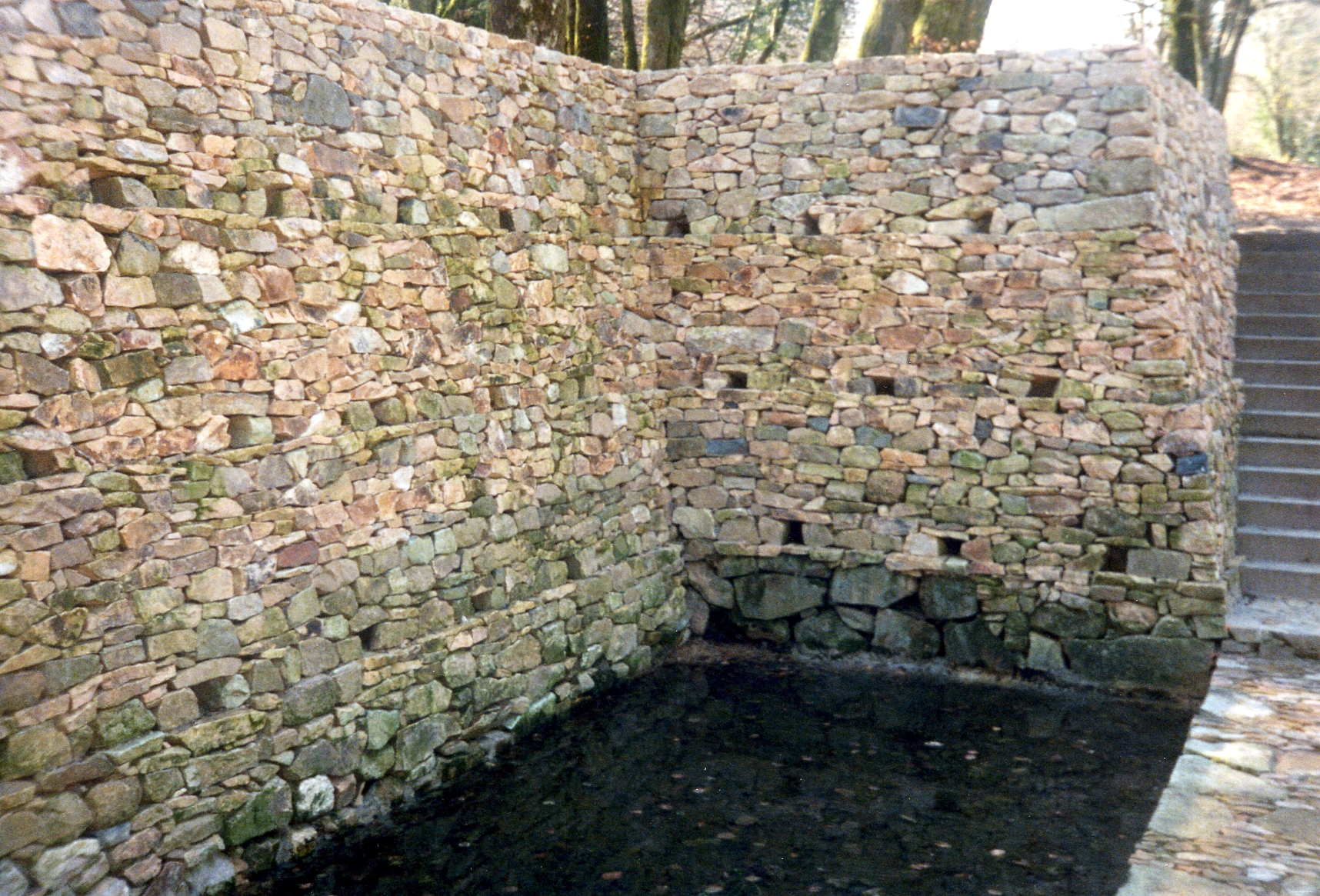
Restauration de la fontaine Saint-Pierre.

L'oppidum de Bibracte compte une dizaine de sources et cinq fontaines de la ville datent de l'époque gauloise ou gallo-romaine. La fontaine Saint-Pierre était un lieu de culte et de pèlerinage dans laquelle on a retrouvé des pièces de monnaie et des ex-voto.
Au sommet du mont, un espace cultuel celtique (nemeton) d'un hectare a été mis au jour, entouré d'une palissade et de fossés concentriques.
Sous l'actuelle chapelle du XIXe siècle, les fouilles de 1988 ont mis au jour un temple gallo-romain.
De plus, l'abandon de la ville avant le début de l'ère chrétienne n'a pas empêché la poursuite des pèlerinages effectués dans ces lieux.

### Nécropole
Située sous l'actuel parking du musée, la nécropole a fait l'objet de fouilles de sauvetage lors de la création du musée et de la déviation de la route départementale. On a retrouvé, sur une superficie d'un hectare et demi, soixante-dix enclos funéraires (à incinération) pourvus d'une entrée à l'est. On a retrouvé les lieux de crémation des corps plus au sud.
D'autres urnes funéraires ont été découvertes en contrebas de la porte du Rebout, certainement les restes d'une famille aristocratique de la cité.
D'autres cimetières doivent se situer sur les anciennes voies d'accès au site (comme c'était souvent le cas à l'époque) mais n'ont pas encore été fouillés.

### La «basilique»
Dans la zone de la Pâture du Couvent les fouilles ont révélé un ensemble monumental articulé autour d’une basilique romaine, « qui semblerait bien être un forum, dont la datation, entre 50 et 30 avant notre ère, est particulièrement précoce ». La basilique sous une grande domus d’époque augustéenne marque la présence d’un monument exceptionnel et actuellement unique pour cette période en Gaule.
Il s’agit d’une basilique à trois nefs à péristyle interne avec un déambulatoire périphérique, présentant quatre rangées de huit colonnes ou huit pilastres. Elle est liée à l'est à une petite place carré de 22 mètres de côté bordé au nord et au sud des portiques qui sont dans la prolongation des murs des annexes de la basilique.
À l'ouest elle est liée à la voie principale de Bibracte par une autre place carrée de 17 mètres de côté. Des éléments d’architecture ont été retrouvés attestant la présence de colonnes de calcaire, de base attique et de chapiteaux doriques et corinthiens.
L'ensemble forme donc un ensemble urbain monumental de première importance. Ces bâtiments sont datés de la période -50/-40 à -35/-25. À cette date la basilique et la place furent soigneusement arasés et remplacés par une grande demeure privée, en liaison sans doute avec le déplacement de la capitale des Éduens à Autun. La basilique de Bibracte confirme l’importance exceptionnelle du site et a révélé pour les Éduens une romanisation considérablement plus rapide que ce que l’on supposait. Elle est actuellement le plus ancien représentant de l’architecture monumentale romaine en pierre en Europe non-méditerranéenne,,,.

## Une fenêtre ouverte sur le monde celtique

### Le musée de Bibracte

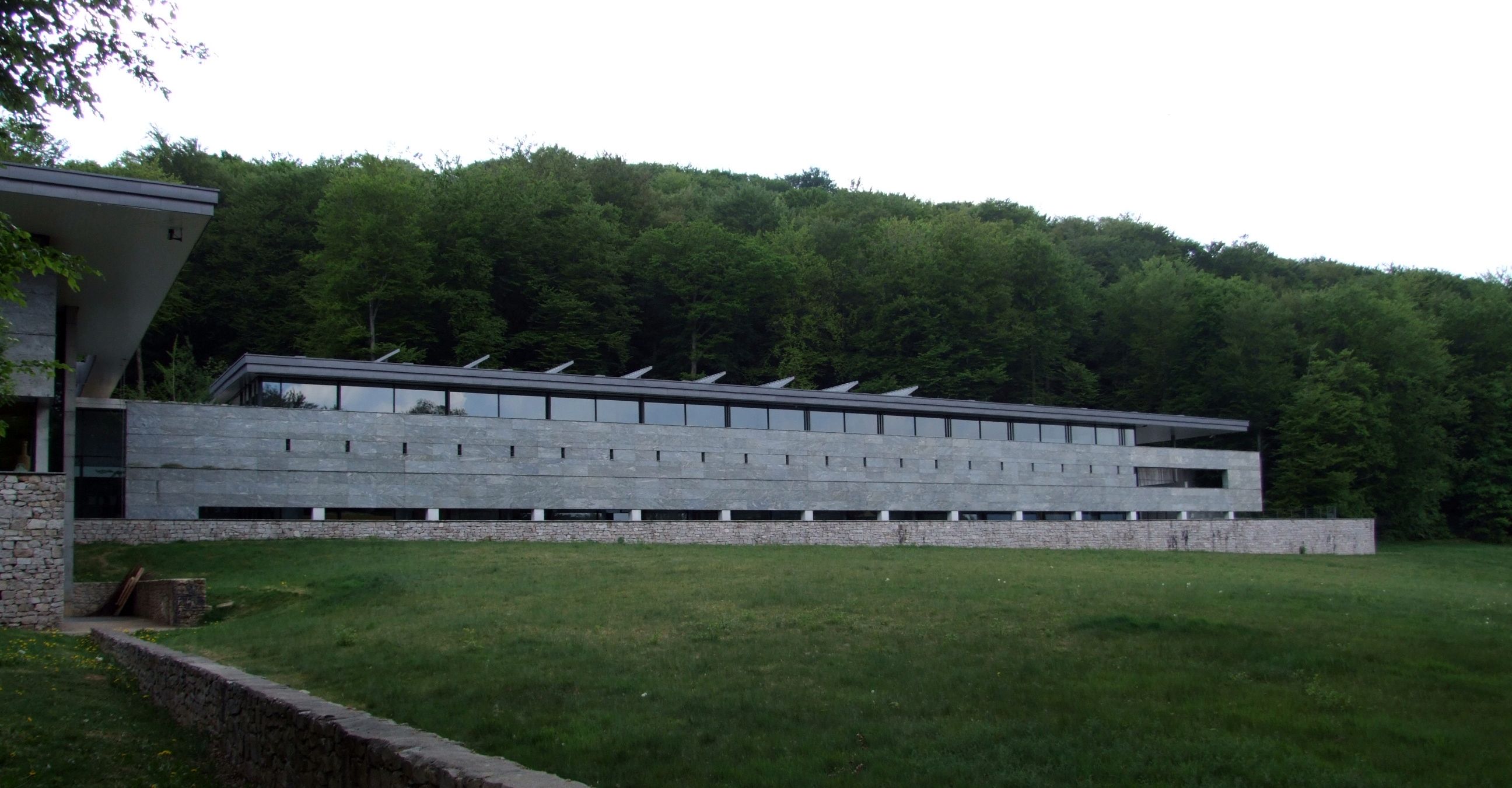
Musée de Bibracte.

Le site abrite le musée de Bibracte, construit par Pierre-Louis Faloci et ouvert au public en 1996. Pierre-Louis Faloci est également l'architecte du centre de recherches archéologiques européen de Bibracte, ouvert en 1994. La construction architecturale correspond à l'évolution des âges de l'humanité : base en pierre taillée ; murs en pierre polie, béton lisse et verre ; et toit métallique. Quant aux façades, ce sont de grandes baies vitrées ; celles côté vallée sont cachées par un mur, celles faisant face au site laissent libre cours au regard des visiteurs.
Le musée possède peu de collections propres, de nombreux objets exposés sont des prêts d'autres musées ; on a donc pu y admirer pendant quelques années le calendrier de Coligny et le chaudron de Gundestrup.
2005 : le nombre de visiteurs est de 44 709 (données : Comité régional du tourisme).

#### Expositions permanentes
Inaugurée en 1995, la présentation permanente du musée (2 000 m2 sur deux étages) demandait à être actualisée.
Le premier étage, entièrement renouvelé en 2011, explique en détail le phénomène urbain qui a conduit à l'apparition brutale de plus de deux cents sites fortifiés (les oppida) dans une vaste zone de l'Europe actuelle, il y a plus de deux mille ans.
Histoire des techniques, de l'urbanisation, agriculture, commerce et art celtique y sont évoqués par des objets ou copies d'objets, des maquettes et des dispositifs multimédias.
Le rez-de-chaussée, rénové en 2013, se focalise sur le site de Bibracte et sur le processus de sa romanisation. Les dernières actualités en matière de recherche archéologique y sont présentées, selon des approches thématiques (remparts, artisanat, commerce, vie quotidienne).
Plusieurs spectacles audiovisuels ont été créés ; l'un d'eux présente l'histoire du mont Beuvray et de la ville de Bibracte, de son édification jusqu'à son oubli, puis sa redécouverte au XIXe siècle.

Musée de Bibracte
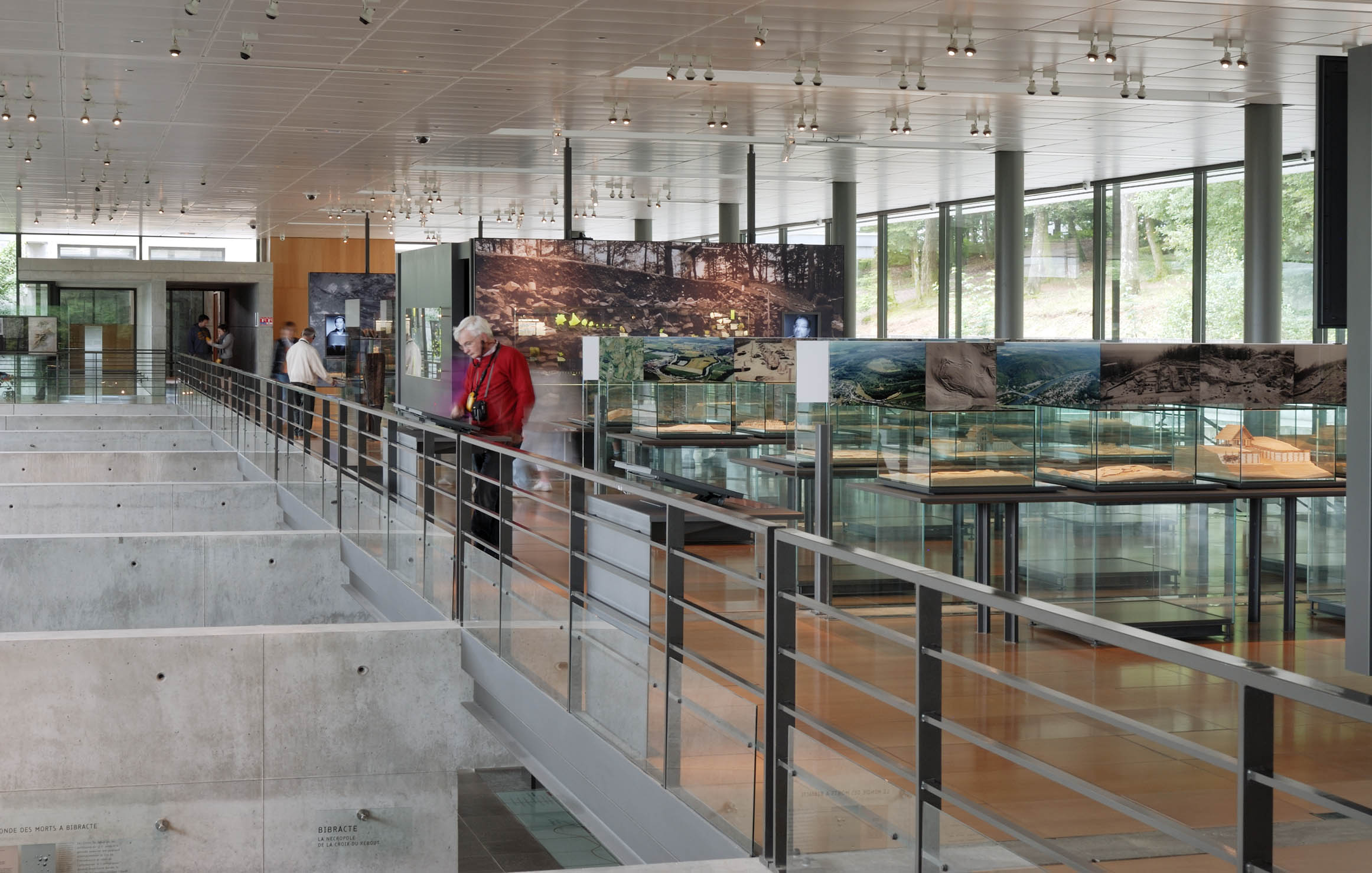
À l'étage : la civilisation des oppida et la période de l'âge du fer.
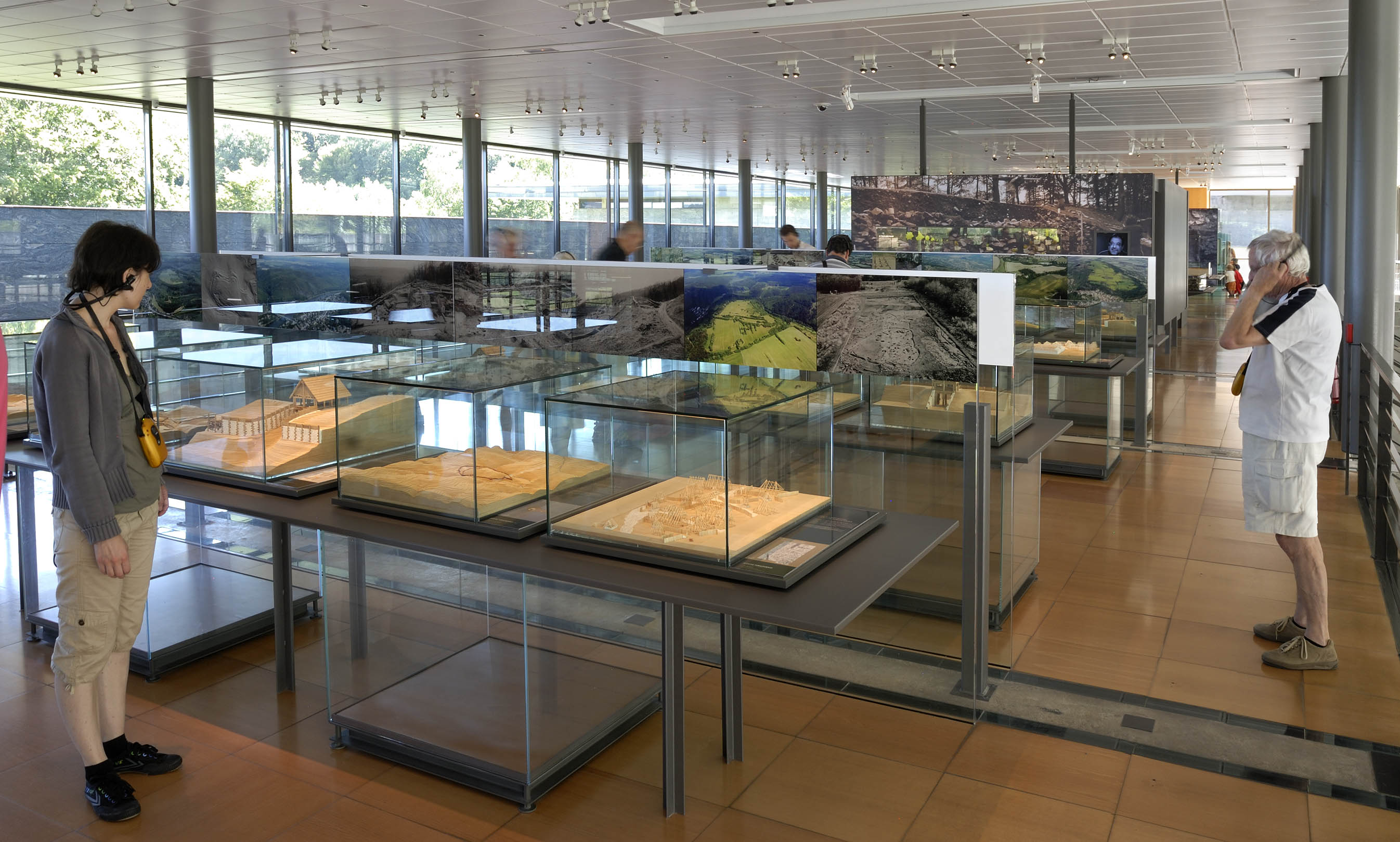
Salle des maquettes : comparaison de plusieurs oppida (villes fortifiées) d'Europe.
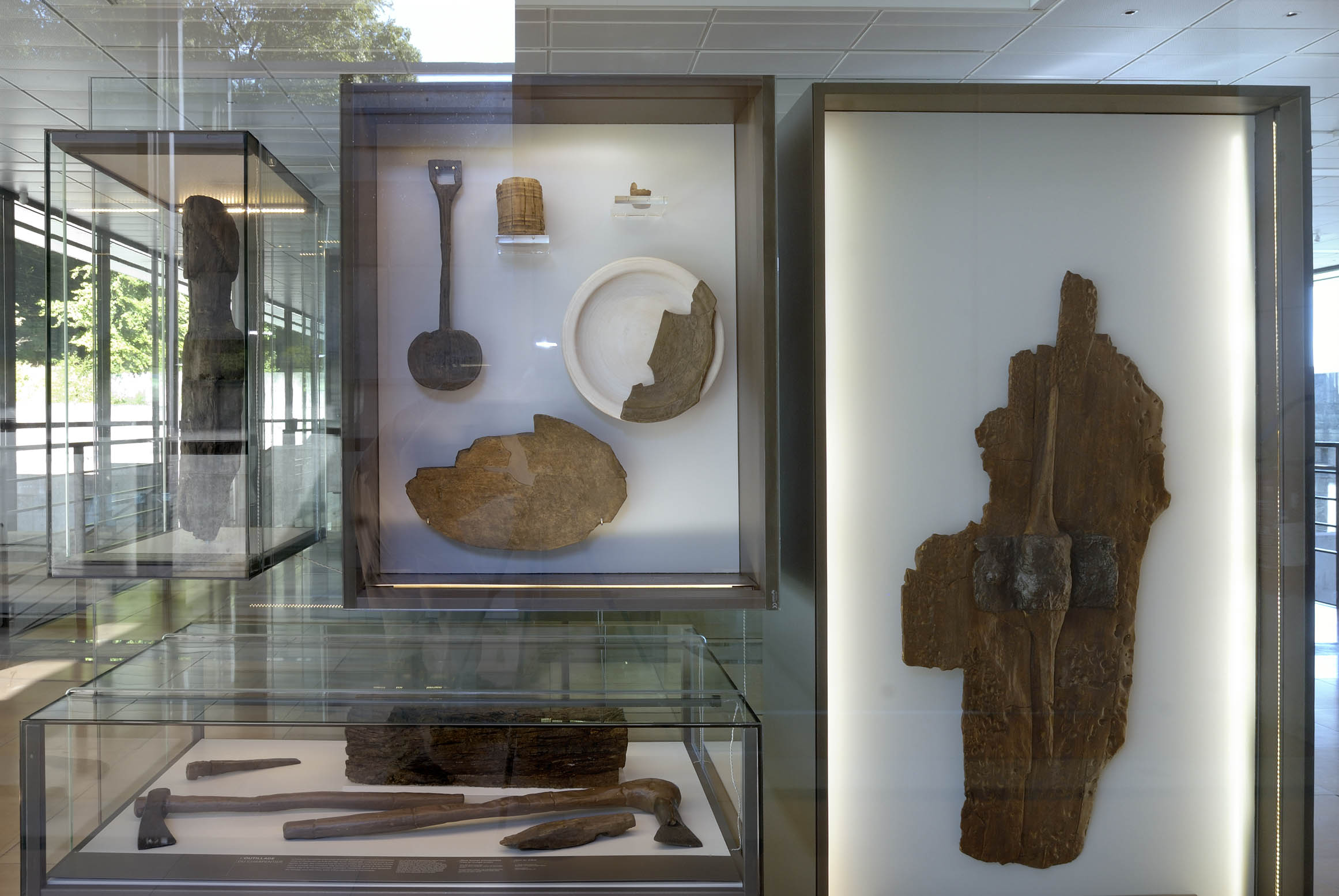
Travail du bois à l'époque celtique : copies d'un bouclier de La Tène, plats, louche et outils de charpentier.
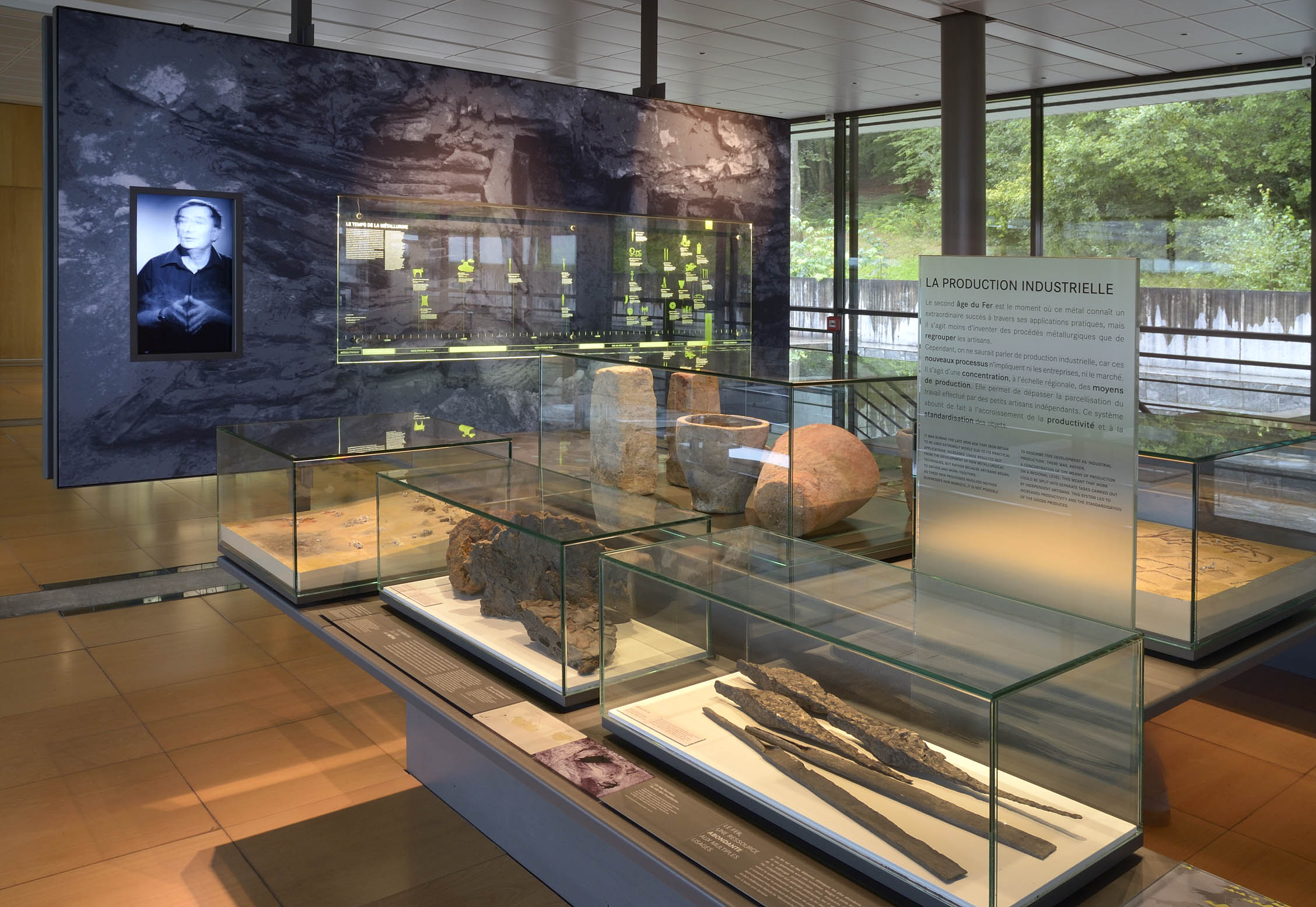
Vitrines consacrées à la production industrielle et minière.

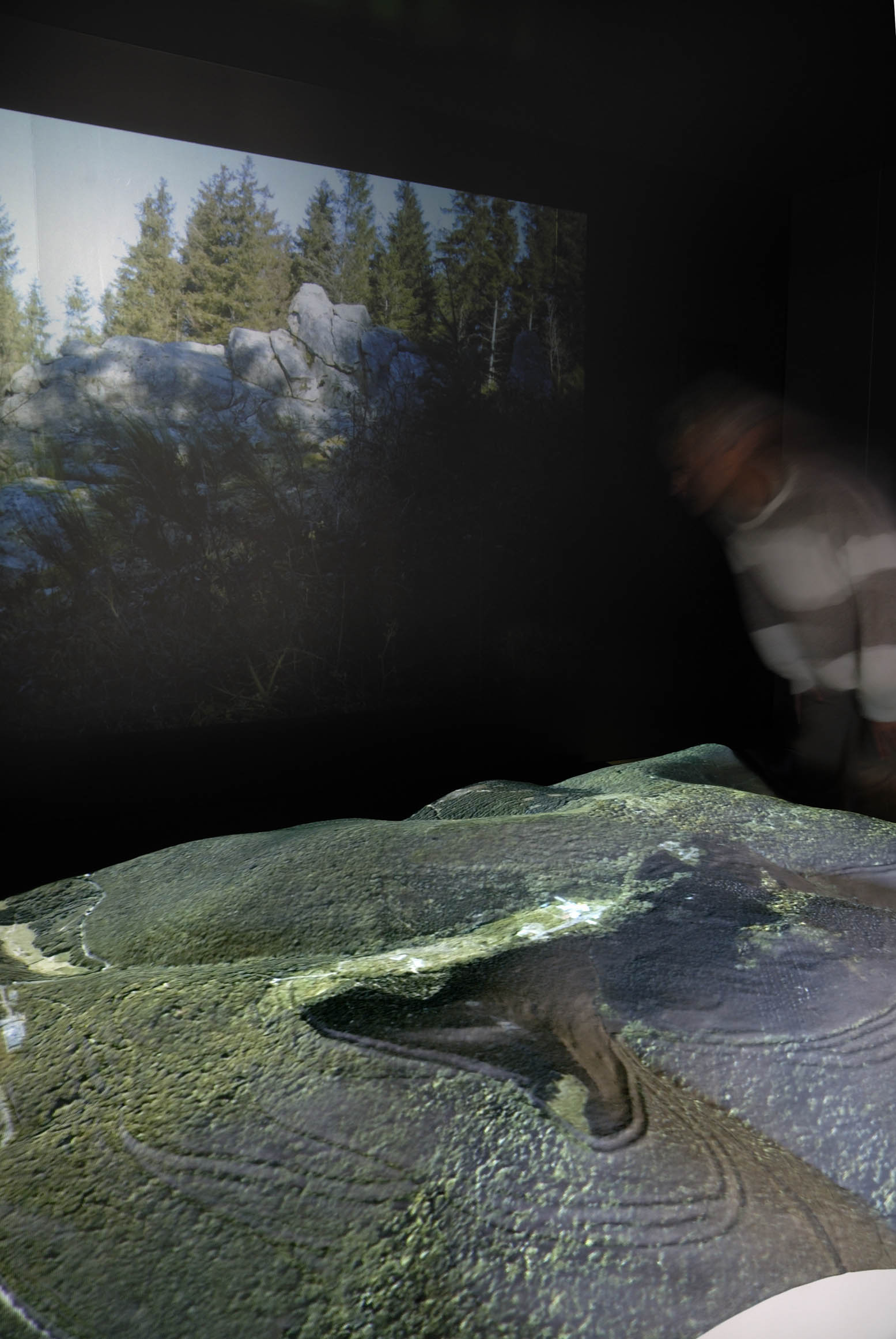
Spectacle audiovisuel : l'histoire du mont Beuvray et de Bibracte.
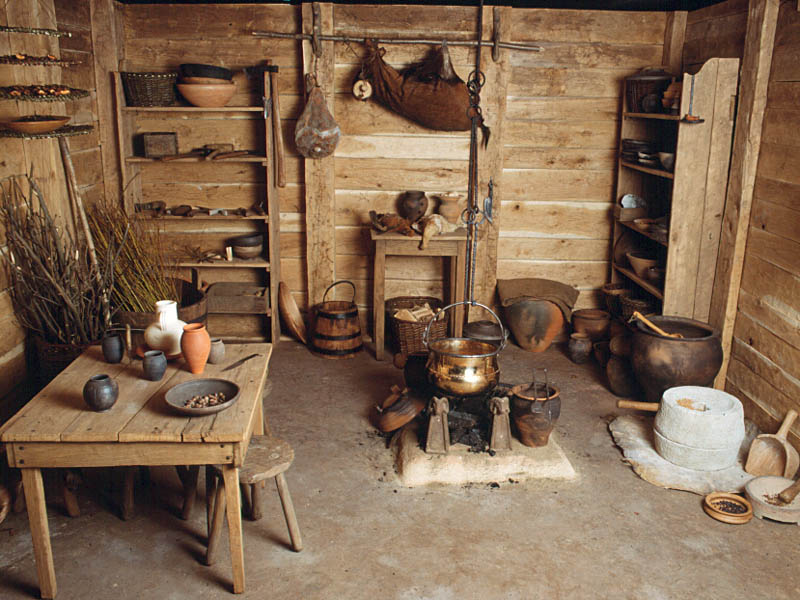
Évocation d'un intérieur domestique.
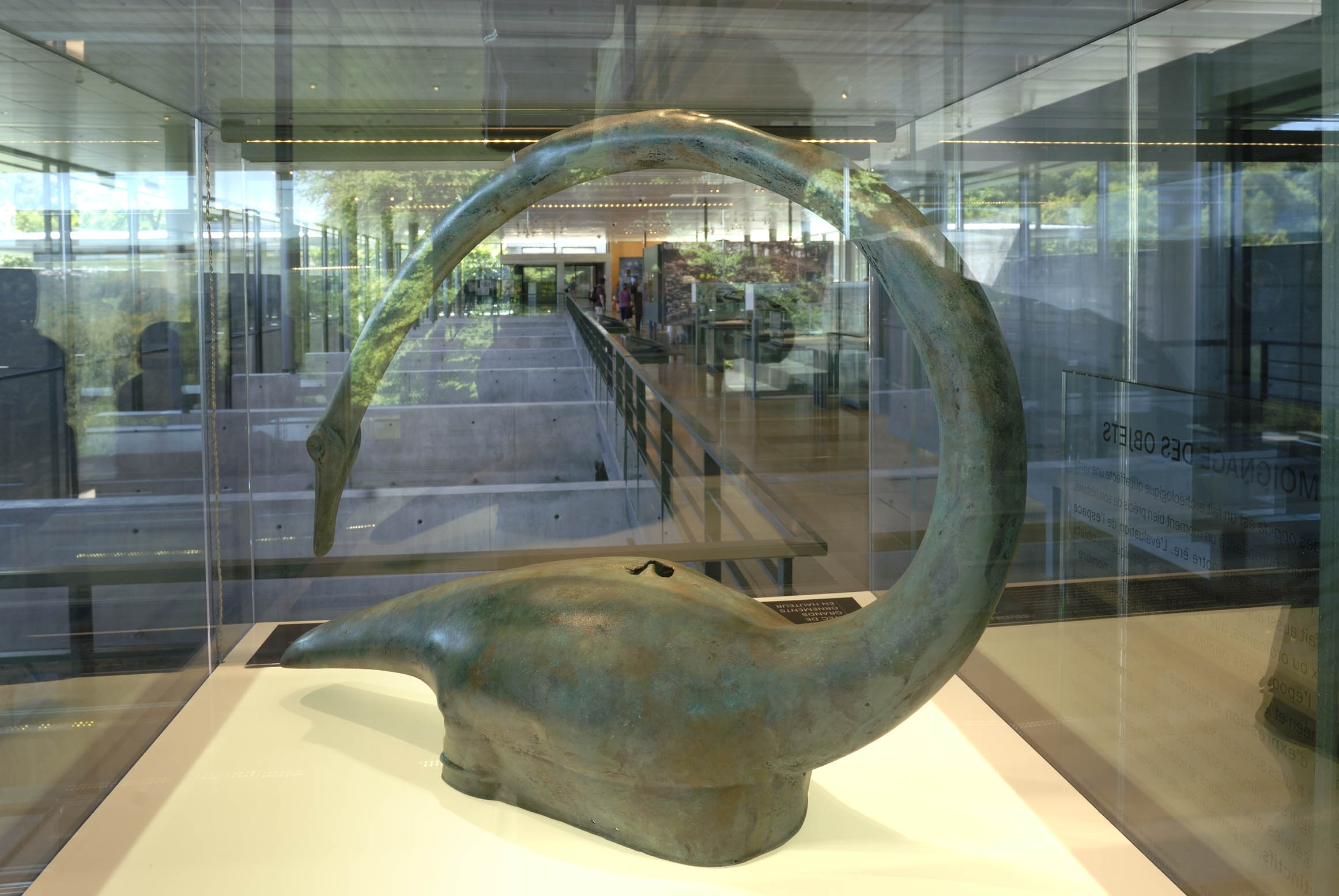
Copie de casque en bronze orné d'un volatile (IIIe-IIe siècle av. J.-C. provenant du sanctuaire de Tintignac (Corrèze).
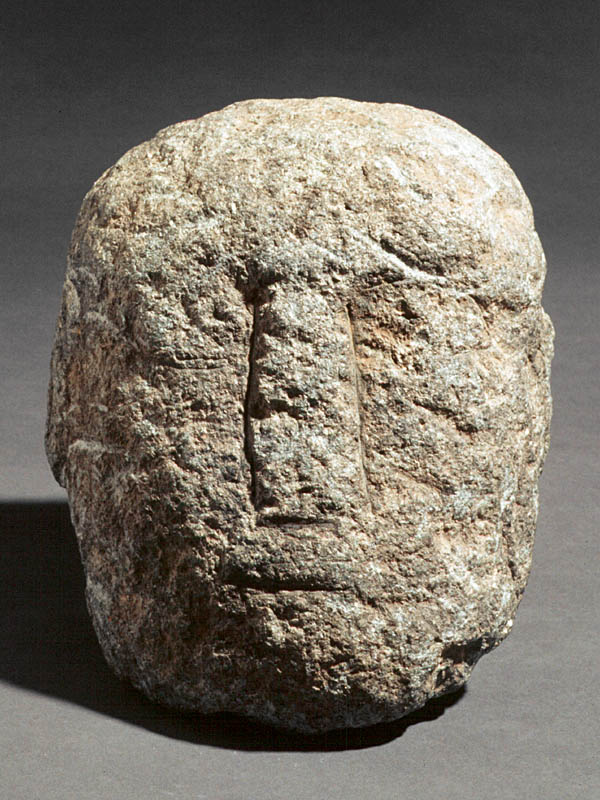
Tête sculptée en granit, Bibracte (IIe-Ier siècle av. J.-C.), avec visage très schématique.

#### Expositions temporaires

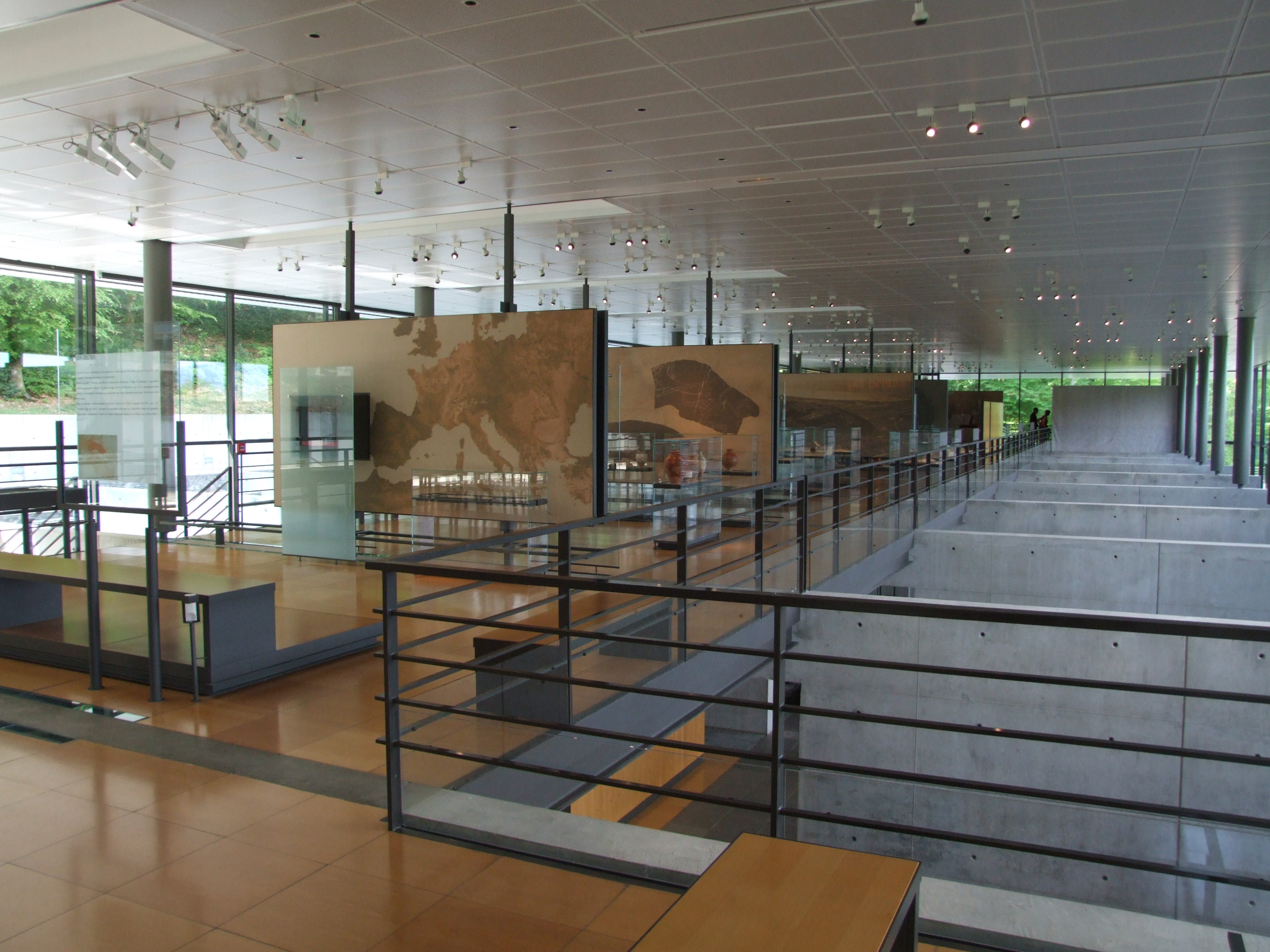
Une salle du musée.

Des expositions estivales sont également à l'honneur au musée et traitent d'un sujet précis sur le monde celte :
- 1995 : L'Europe des Celtes au temps de Bibracte ;
- 1996 : L'histoire vue du ciel ;
- 1997 : Regard sur les Celtes en Slovénie ;
- 1998 : À la frontière entre l'Est et l'Ouest[62] ;
- 1999 : Les tombes des derniers aristocrates celtes ;
- 2000 : Les druides gaulois[63] ;
- 2001 : Le temps des Gaulois en Province ;
- 2002 : Sur les traces de César ;
- 2003 : Forgerons et ferrailleurs ;
- 2004 : L'or blanc de Hallstatt ;
- 2005 : Le vin, nectar des dieux ;
- 2006 : Trésors de femmes ;
- 2007 : Bibracte-Katmandou - allers et retours archéologiques ;
- 2008 : Situlae, images d'un monde disparu ;
- 2009 : La Tène ;
- 2010 : Les Gaulois font la tête ;
- 2012 : Profession archéologue ;
- 2014 : Une odyssée gauloise ;
- 2015 : Premiers nomades de Haute-Asie ;
- 2016 : Un Âge du fer africain :
- 2017 : Torques et compagnie :
- 2018 : Monnaie, monnaies

### Centre de recherches

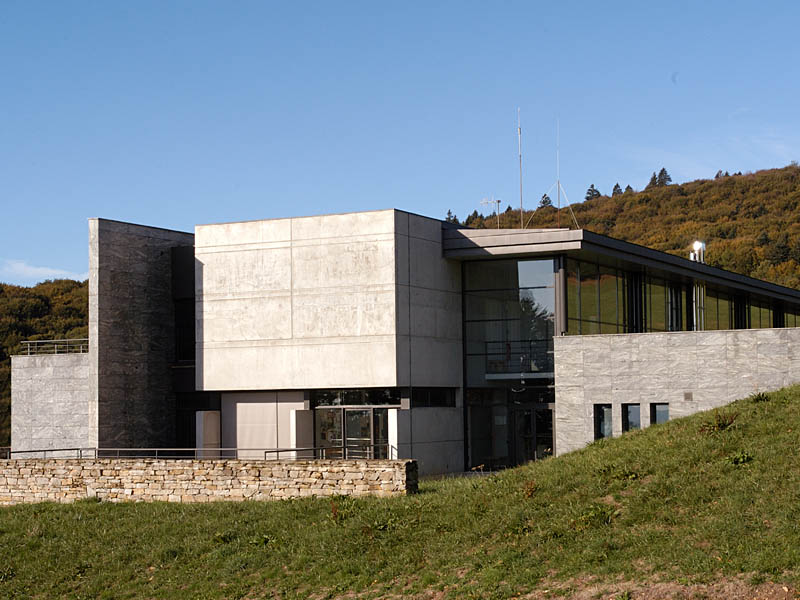
Le centre de recherches à Glux-en-Glenne.

Situé à quatre kilomètres du Beuvray sur la commune de Glux-en-Glenne (Nièvre), le centre de recherches comporte l'une des plus importantes bibliothèques sur le monde celtique, régulièrement approvisionnée par les chercheurs européens qui y amènent leurs doubles. On y trouve également un dépôt archéologique, les bureaux de l'administration, différents locaux techniques (laboratoires adaptés, cellule d'édition…), une salle de séminaire et, dans le village, un réfectoire et plusieurs gîtes.
Accueillant régulièrement des formations et des colloques, c'est le lieu de rencontre des archéologues, étudiants et chercheurs venus de l'Europe entière pour fouiller sur le site de Bibracte.
Début 2012, les activités du Centre de recherches se sont enrichies d’une nouvelle composante, avec une extension principalement destinée à accueillir un centre régional de conservation et d’étude (CCE) des collections archéologiques. Les CCE sont issus d’une initiative prise en 2008 par le ministère de la Culture pour rationaliser la conservation et faciliter l’étude des objets issus des fouilles archéologiques, dont le volume s’est accru de façon exponentielle ces dernières décennies du fait du développement de l’archéologie préventive. Géré par la Direction Régionale des Affaires Culturelles, le CCE de Bourgogne est l’un des premiers à voir le jour.
Le Centre de recherches en quelques chiffres :
- 4 100 m2 de surface utile (à l’issue des travaux de 2011) ;
- 6 300 journées ouvrées annuelles d’accueil de personnels extérieurs (chercheurs, étudiants, professionnels) ;
- 37 500 titres indexés à la bibliothèque et une centaine de revues.

### Réseau muséal et institutionnel

#### Réseau «Iron Age Europe»
Le site et musée archéologique de Bibracte est rattaché au réseau « Iron Age Europe ». Ce-dernier, créé en 2011 à l'initiative du musée et parc archéologique du Laténium, en Suisse, est un partenariat international entre les institutions destinées à la recherche, à la préservation et à la valorisation de sites archéologiques comme de collections emblématiques de l’Europe de l’âge du Fer.
Outre Bibracte, ce réseau regroupe à ce jour les sites et les musées archéologiques suivants :
- Ensérune (Béziers, France)
- Lattes (Montpellier, France)
- Munich (Bavière, Allemagne)
- Manching (Bavière, Allemagne)
- Francfort (Hesse, Allemagne)
- Lausanne (Vaud, Suisse)
- Laténium (Neuchâtel, Suisse)
- Ullastret (Catalogne, Espagne)
- Barcelone (Catalogne, Espagne)

## Honneur
L'astéroïde (205424) Bibracte porte son nom.

## Documentaire
- [vidéo] « La capitale gauloise disparue », Vincent Basso-Bondini réalisateur sur RMC Découverte, 2020, 51 min (consulté le 15 février 2024)